# Магазин на Слай-корнер
«Магазин на Слай-корнер» (англ. The Shop at Sly Corner), в американском прокате фильм шёл под названием «Кодекс Скотленд-Ярда» (англ. Code of Scotland Yard) — британская криминальная драма режиссёра Джорджа Кинга, которая вышла на экраны в 1947 году.
Фильм поставлен по одноимённой популярной пьесе 1945 года британского драматурга и политика Эдварда Перси. Фильм рассказывает об успешном владельце антикварного магазина на Слай-корнер в Лондоне Дескиусе Хейссе (Оскар Хомолка), который живёт вместе с дочерью, подающей надежды молодой скрипачкой Маргарет (Мюриэл Павлов). Несмотря на благопристойный имидж, Хейсс тайно торгует крадеными драгоценностями, а в прошлом бежал из французской тюрьмы на острове Дьявола, куда был отправлен за соучастие в убийстве. Об этом узнаёт продавец магазина Арчи Феллоуз (Кеннет Гриффит), который начинает шантажировать Хейсса, вымогая у него деньги. Почувствовав полную власть над Хейссом, Арчи требует передать ему в собственность полмагазина, а также выдать за него замуж Маргарет. Не вытерпев подобного унижения, Хейсс в порыве страсти душит Арчи, а затем вместе со знакомым вором Кордером Моррисом (Мэннинг Уайли) вывозит труп в пустынное место. После обнаружения тела майор полиции Эллиот (Гарри Марш) начинает расследование, вскоре обнаруживая, что к делу причастен Моррис, машину которого видели свидетели. Во время полицейской погони Моррис разбивается насмерть. Хейсс, чувствуя, что Эллиот вскоре разоблачит его, и это опорочит имя его дочери, во время концерта Маргарет кончает жизнь самоубийством. Полиция закрывает дело.
Несмотря на добротный сюжет, хорошую постановку и качественную актёрскую игру, фильм не привлёк особого внимания критики.

## Сюжет
В Лондоне на улице Слай-корнер находится успешный антикварный магазин, хозяином которого является доброжелательный иммигрант из Франции Дескиус Хейсс (Оскар Хомолка). Вместе с Хейссом проживает его дочь, подающая надежды скрипачка Маргарет (Мюриэл Павлов). Её педагог советует Хейссу переехать с дочерью в Париж, где бы она могла заниматься с ведущими преподавателями, однако Хейсс отказывается. У Маргарет есть любимый жених, морской доктор Роберт Грэм (Дерек Фарр). Однажды из очередного морского путешествия Роберт привозит Хейссу фигурку нэцкэ и индейский артефакт, содержащий небольшую ёмкость с ядом кураре. Продавцом в антикварном магазине служит вороватый Арчи Феллоуз (Кеннет Гриффит), которого Хейсс откровенно недолюбливает. Однажды после завершения рабочего дня к Хейссу в магазин приходит его сообщник, вор-домушник Кордер Моррис (Мэннинг Уайли), который приносит драгоценности с очередной кражи. Хейсс и Моррис уже давно сотрудничают и между ними установились доверительные отношения. Приняв драгоценности, Хейсс говорит, что больше не будет заниматься скупкой краденого. Затем он вспоминает, как во Франции в 14-летнем возрасте совершил кражу, чтобы спасти от голода умирающую мать. Когда через год он вышел на свободу, его мать умерла, и жизнь для него круто изменилась. Он переехал в Марсель, где был осуждён за соучастие в убийстве пьяного офицера. Двух участников убийства приговорили к смертной казни, а Хейсса сослали на остров Дьявола. Там его пытали и жестоко мучили, но, в конце концов, ему удалось бежать, после чего он обосновался в Англии. Хейсс платит Моррису за товар цену, вдвое превышающую ожидаемую. После ухода Морриса он спускается в подвал, где в своей мастерской приступает к переплавке драгоценного металла. В этот момент в подвал спускается Арчи, который подозревал, что Хейсс имеет побочный нелегальный доход, так как его магазин существует явно не на доходы от официальных продаж. Вчера, узнав о позднем визите Морриса, Арчи спрятался и подслушал весь разговор. Теперь же, когда ему стало известно о тёмной стороне Хейсса, он угрожает донести на него в полицию, вымогая взамен деньги.
Вскоре заметно разбогатевший Арчи увольняется с работы, покупает дорогой автомобиль, заводит любовницу (Диана Дорс) и начинает вести образ жизни лондонского плейбоя. Когда же ему требуются деньги, Арчи нагло приходит к Хейссу и получает их у него. Когда Арчи бесплатно отбирает у Хейсса дорогой для него пейзаж парижского дворика, в котором тот вырос, Хейсс пытается положить шантажу конец. Он предлагает Арчи выплатить 15 тысяч фунтов в течение пяти лет, если тот оставит его в покое и переедет в Канаду. Вечером Хейсс встречается с Моррисом, рассказывая ему о шантаже. Моррис говорит, что у него есть люди, которые могут тихо и незаметно устранить Арчи, однако Хейсс, который считает себя принципиальным противником убийств, отказывается от этого предложения.
Когда Маргарет с отцом и Робертом собираются на её первый крупный концерт, приходит Арчи. Внизу его встречает Роберт, и когда Арчи начинает вести себя нагло, Роберт бьёт его и вышвыривает из дома. Арчи клянётся отомстить ему. Перед выходом Хейсса из дома ему звонит Арчи, требуя срочно встретиться. Хейсс пытается перенести встречу, но Арчи настаивает и угрожает. Хейсс вынужден согласиться и в итоге пропустить концерт дочери. После отъезда Маргарет и Роберта появляется Арчи. Он отказывается от предложения переехать в Канаду и теперь требует долю в антикварном магазине Хейсса и Маргарет в качестве жены. Во время разговора Арчи между делом забирает ценную фигурку нэцкэ и кладёт её в карман. В этот момент Хейссу становится плохо и он кресле как будто теряет сознание. Когда Арчи близко подходит к нему, чтобы удостоверится, что Хейсс жив, тот крепко хватает Арчи за горло и душит его. Затем он вызывает Морриса, чтобы избавиться от трупа. В тот момент, когда после успешного концерта Маргарет и Роберт подъезжают к дому, Роберт видит у входа машину Морриса, и как из дома выводят Арчи, а затем усаживают в эту машину. Моррис и Хейсс отвозят тело Арчи на пустырь и прячут в кустах, однако их случайно замечает проходящая мимо женщина, которая затем обнаруживает и труп.
На следующее утро к Хейссу возвращается хорошее настроение. Вместе с Маргарет он читает в газетах хвалебные рецензии о её выступлении и о предстоящем новом концерте в качестве солистки с Лондонским симфоническим оркестром. В этот момент Хейссу звонит инспектор департамента криминальных расследований Лондона, майор Эллиот (Гарри Марш), сообщая, что вчера вечером был обнаружен труп Арчи, который как они выяснили, работал в его магазине. Хейсс подтверждает это, сообщая также, что две недели назад он якобы получил наследство от тёти, после чего уволился. Затем Хейсс связывается с Моррисом, говоря, что свидетельница могла видеть его машину на месте преступления. В этой связи он предлагает отогнать машину куда-нибудь за город, а затем заявить в полицию о её угоне. Однако к этому моменту полиция уже следит за машиной Морриса. Когда он садится за руль, полиция начинает преследовать его. Почувствовав погоню, Моррис на загородной дороге пытается оторваться, но на высокой скорости попадает в аварию и гибнет на месте.
Вскоре Эванс просит Хейсса рассказать о его отношениях с Моррисом, которых в день убийства Арчи видели выходящими вместе из антикварного магазина. Когда он отвечает, что Моррис — это просто один из его клиентов, Эванс просит Хейсса приехать в морг, чтобы опознать труп. В морге свидетельница опознаёт Морриса, но не может опознать Хейсса, которого к ней подводит Эванс. По возвращении домой Хейсс беседует с Робертом, который рассказывает о недавней стычке с Арчи. Он рассказывает, что сразу после неё они уехали на концерт, а по возвращении Роберт заметил, что фигурки нэцкэ на камине уже не было. Значит, Арчи снова приходил в дом Хейсса и в их отсутствие и забрал фигурку. Хейсс сознаётся Роберту, что Арчи шантажировал его, намереваясь присвоить его бизнес и заполучить Маргарет. Поняв, что произошло, Роберт спрашивает, как он может помочь. Хейсс просит время подумать и вернуться к этому разговору завтра утром. Обещая приехать на концерт попозже, Хейсс провожает дочь до автомобиля, а сам отправляется пешком. Он покупает большой букет цветов и заказывает отдельную ложу, хотя для него зарезервировано место в первом ряду партера рядом с Робертом. В театре Хейсс видит, что в зале сидит Эванс, а у его ложи дежурит коп. Концерт проходит успешно, Хейсс наслаждается музыкой, а по окончании посылает букет дочери и записку Роберту, после чего закрывает шторы ложи. Прочитав записку, Роберт бежит наверх, и вслед за ним устремляется Эванс. Зайдя в ложу, Роберт осматривает Хейсса, затем незаметно забирает у него из рук ёмкость с кураре, после чего сообщает Эвансу, что Хейсс умер от сердечного приступа. Эванс объявляет, что дело закрыто.

## В ролях
- Оскар Хомолка — Дескиус Хейсс
- Дерек Фарр — Роберт Грэм
- Мюриэл Павлов — Маргарет Хейсс
- Мэннинг Уайли — Кордер Моррис
- Кэтлин Харрисон — миссис Кэтт
- Гарри Марш — майор Эллиот
- Кеннет Гриффит — Арчи Феллоуз
- Ян Ван Лёвен — профессор Ванетти
- Айрин Хэндл — Руби Таузер
- Джонни Скофилд — инспектор Робсон
- Диана Дорс — Милдред (в титрах не указана)

## История создания фильма
В основу сценария фильма положена пьеса «Магазин на Слай-корнер» британского драматурга и депутата Парламента Эдварда Перси, которая впервые была поставлена в Лондоне в мае 1945 года. Спектакль с успехом шёл на сцене в течение двух лет. В 1949 году спектакль с Борисом Карлоффом в роли Хейсса был поставлен на Бродвее, однако после семи представлений спектакль был снят.
В мае 1945 года, купив права на создание фильма, британская кинокомпания British Lion пригласила на главную роль Хейсса американского актёра Оскара Хомолку.
Сценарий Кэтрин Стрэби основан на триумфальной лондонской постановке пьесы, где Кеннетом Гриффитом играл ту же роль, что и в фильме. 21 июля 1946 года по Би-би-си транслировалась телеверсия пьесы, которая снималась в лондонском театре St Martin’s Theatre, где также играл Гриффит.
Съёмки фильма проходили на студии Worton Hall Studios в Айзелуорте, Миддлсекс, Великобритания.
Лондонская премьера картины состоялась 22 января 1947 года, в широкий прокат в Великобритании фильм вышел 10 марта 1947 года. В США фильм вышел в прокат под изменённым названием 18 августа 1948 года.
Это фильм стал дебютным для Дианы Дорс. По словам кинообозревателя Стивена Вагга, «эта роль была идеальным началом карьеры. Она сыграла подружку скользкого шантажиста, и у Дианы с самого начала было „всё“: внешние данные, теплота и привлекательность». Как пишет Виннерт, после участия в спектаклях Лондонской академии музыкального и драматического искусства, где она в свои 14 лет она была самой юной студенткой, Дорс пригласили в этот фильм на эпизодическую роль, которая переросла в роль со словами. Её зарплата составляла 8 фунтов стерлингов в день в течение трёх дней. Она вспоминала: «Меня попросили сменить имя. Я полагаю, они боялись, что если моё настоящее имя Диана Флак будет на неоновой вывеске, и одна из лампочек перегорит…» Она сменила свою фамилию на Дорс, девичью фамилию своей бабушки по материнской линии.
Актёры Дерек Фарр и Мюриэл Павлов, сыгравшие жениха и невесту, познакомились на съёмках этого фильма. Они поженились 7 января 1947 года и прожили в браке до смерти Фарра 22 марта 1986 года. Мюриел Павлов умерла 19 января 2019 года.

## Оценка фильма критикой
Как было отмечено в рецензии журнала Variety, «фильм набирает темп и становится по-настоящему кинематографичным во второй половине, но первая часть убийственно медленная и слишком многословная, при этом немного что объясняющая. О романе двух молодых влюблённых тоже следовало бы рассказать подробнее».
TV Guide позднее описал фильм как «интересную мелодраму, богатую на образы благодаря отличной игре Хомолки и неизменно прекрасному британскому актёрскому составу».
Современный кинокритик Дерек Виннерт назвал картину «скрипуче театральным, но забавным нуарным триллером», отметив далее, что «история сама по себе довольно увлекательная, но именно актёрский состав делает фильм немного особенным». По мнению Виннерта, помимо Хомолки хитом фильма стал также Гриффит в роли жуткого продавца-шантажиста. Но, как далее отметил критик, «весь актёрский состав приятен, вплоть до не упомянутой в титрах мисс Дианы Дорс в роли Милдред в её первом фильме».